# تورنتون لو مورز
تورنتون لو مورز (به انگلیسی: Thornton-le-Moors) یک روستا و محله مدنی در بریتانیا است که در چشر غربی و چستر واقع شده‌است. تورنتون لو مورز ۲۵۳ نفر جمعیت دارد.